# Device 6
Device 6 est un jeu vidéo de type fiction interactive développé et édité par Simogo, sorti en 2013  sur iOS. Le jeu utilise du texte, des images et des sons pour guider le joueur à travers une série d'énigmes que la protagoniste du jeu, Anna, doit résoudre pour s'échapper d'une île inconnue. Selon ses créateurs, Device 6 fait partie d'une "trilogie inofficielle" commencée avec Year Walk et se terminant avec The Sailor's Dream.

## Système de jeu
Device 6 utilise principalement du texte dans son gameplay, et le joueur balaie l'écran pour se déplacer dans l'histoire. Le texte peut se transformer ou se diviser en branches à certains moments du jeu, en s'adaptant aux mouvements du protagoniste dans l'histoire. Le joueur utilise des boutons pour interagir avec des éléments du jeu représentés par des images en noir et blanc, comme des machines, afin d'obtenir des indices ou de résoudre une énigme. Tom Hoggins, dans sa critique pour The Telegraph, décrit le jeu comme "une combinaison entre un visual novel et un jeu d'évasion à énigmes".

## Séquence d'ouverture
Le jeu s'ouvre sur une séquence titre animée, dans un style cinématographique rappelant les films d'Alfred Hitchcock, inhabituel pour un jeu vidéo. Selon Simon Flesser, directeur artistique du jeu, cette séquence évoque visuellement les années 1960 et l'ère de la guerre froide, et raconte les événements qui précèdent le début du jeu, et qui ont amené la protagoniste, Anna, à se retrouver sur une île mystérieuse. L'animation a été conçue avec le logiciel de modélisation Autodesk Maya.

## Trame

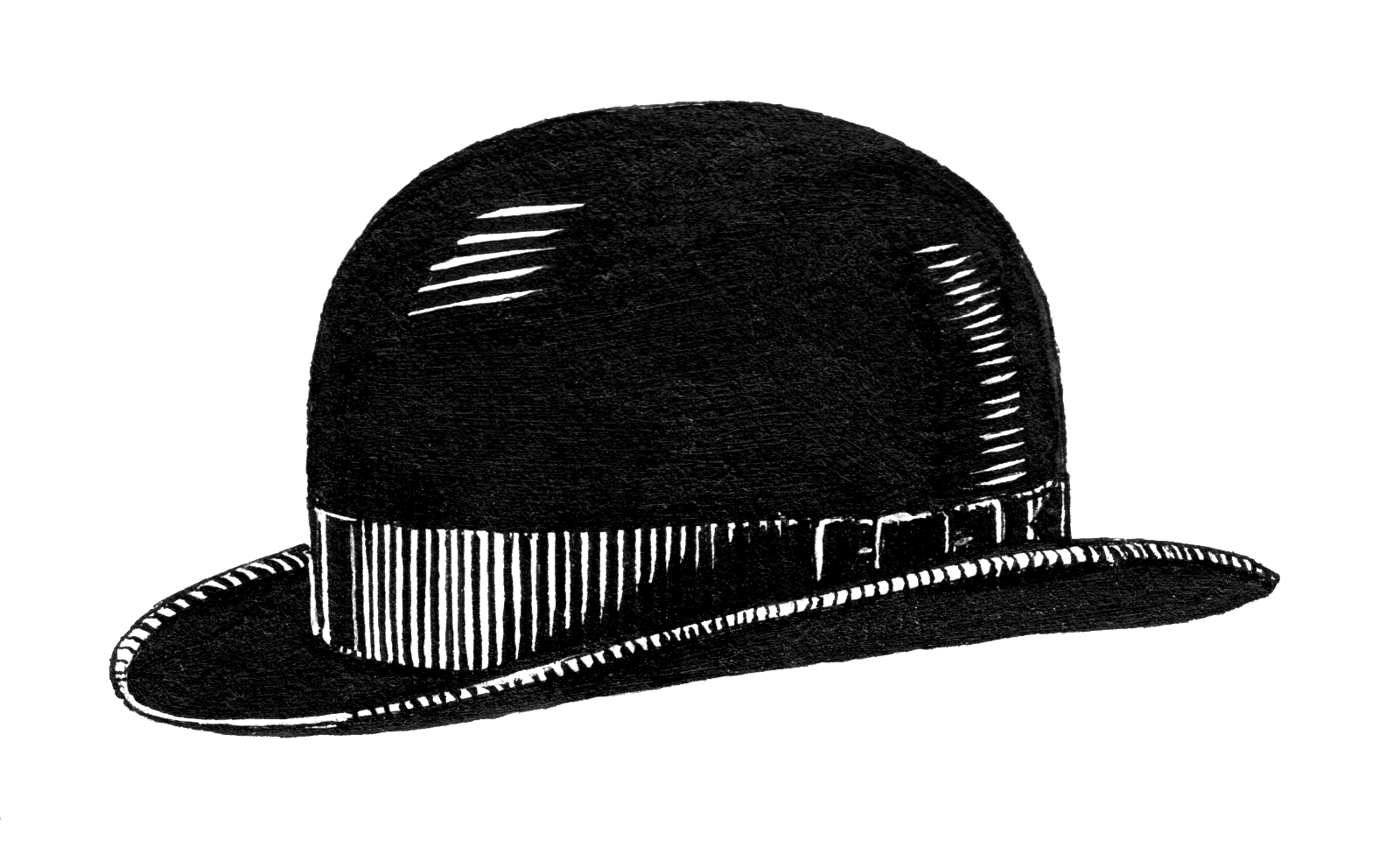
Le chapeau melon est le symbole de l'organisation HAT.

Le jeu commence avec Anna, la protagoniste, qui se réveille dans un château inconnu situé sur une île, avec pour seul souvenir une poupée "particulièrement désagréable". Tout au long de son aventure, elle rencontre des personnes étranges et des créatures qui semblent être contrôlées électroniquement, ce qui éveille ses soupçons. Pendant son exploration de l'île, Anna essaye d'en savoir plus sur HAT, l'organisation qui l'a kidnappée, symbolisée par un chapeau melon.
Le jeu comporte également un méta-récit dans lequel le joueur (Player249) interagit avec Anna à travers un appareil nommé «Device 4», qui n'est autre que l'iPad que le joueur tient entre ses mains. Au début de chaque chapitre, le joueur est ramené à ce méta-récit par le biais d'un questionnaire. 

### Chapitres
| Chapitre | Titre                        | Résumé |
| -------- | ---------------------------- | --- |
| 1        | Awakening                    | Anna se réveille dans une chambre dans un château. Elle doit résoudre une série d'énigmes lui permettant de traverser plusieurs pièces. Elle visite notamment une chambre d'enfants, et une chambre remplie de mannequins, mais aucune présence humaine. |
| 2        | The Story of the Three Bears | Un pont conduit Anna à la deuxième partie du château, une grande tour qui se révèle une base de lancement de missiles. Les énigmes à résoudre sont liées à trois ours empaillés.                                                                         |
| 3        | Tiptoe Through the Tulips    | Anna se retrouve hors du château, dans un jardin parsemé de statues grecques. |
| 4        | An Inverted Funeral          | Le chapitre débute dans une chapelle où se déroulent les funérailles d'un joueur précédent, Player247. Anna suit un homme coiffé d'un chapeau melon. |
| 5        | The Show                     | Arrivée dans le phare, Anna emprunte un ascenseur qui descend sous le niveau de la mer. Elle accède à un lieu nommé Club Rasoir, où se déroule un concert.                                                                                               |
| 6        | Technical Perfection         | Au bord de l'océan, Anna atteint un bâtiment en forme de globe, au bout d'une jetée, où se trouve le centre des opérations de l'organisation HAT. Ce dernier chapitre est suivi par un épilogue.                                                         |

## Développement
Après avoir terminé le jeu Year Walk, dont le développement a duré 10 mois, et qui sort le 21 février 2013, l'équipe de Simogo commence immédiatement le travail sur leur prochain jeu, Device 6. Dans le but de réduire le temps de développement, ils optent pour une structure plus linéaire, en six chapitres distincts. Leur choix d'un style visuel minimaliste permet également de produire rapidement les éléments graphiques. Simon Flesser est crédité pour la direction artistique, Jonas Tarestad pour l'écriture, et Magnus "Gordon" Gardebäck pour la programmation.

### Inspirations

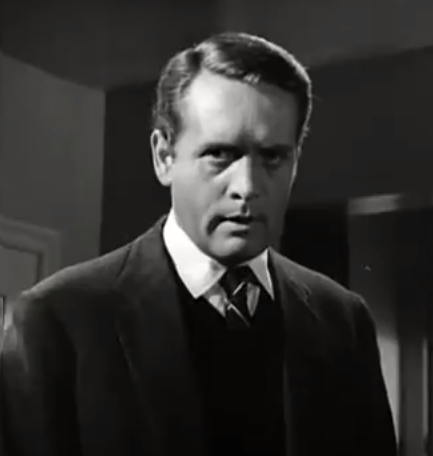
Patrick McGoohan, qui joue le rôle de Numéro six dans la série Le Prisonnier (1967-1968)

Parmi leurs inspirations pour Device 6, Simon Flesser cite la série de télévision Le Prisonnier (dont le personnage principal se nomme Numéro six), Franz Kafka, les graphismes de pochettes de jazz des années 1960 (notamment les designers Sam Suliman et Neil Fujita), et des jeux vidéo comme Zelda, Professor Layton et Nine Hours, Nine Persons, Nine Doors.

## Accueil
Device 6 a reçu des critiques très positives. Les critiques ont salué la créativité de la narration, la qualité de la prose et les effets sonores, tout en soulignant la brièveté du jeu,,,,.
- Edge : 9/10[9]
- Eurogamer : 9/10[10]
- Game Informer : 8,75/10[11]
- IGN : 9,5/10[12]
- Gamezebo : 4,5/5[1]

## Musique
La musique de Device 6 est composée par Daniel Olsén, qui a également créé les musiques pour deux jeux de Simogo, Year Walk et Sayonara Wild Hearts. L'album de la bande originale du jeu, DEVICE 6 Original Soundtrack, est sorti le 1er novembre 2013. Selon Will Perkins, la bande son évoque l'atmosphère des films d'espionnage des années 1960.